# Jamal Badawi
Sheikh Jamal Badawi (arabisch جمال بدوي; geb. 1939 in Ägypten) ist ein in Kanada lebender muslimischer Prediger, gefragter Redner zum Islam und islamischer Aktivist. Er ist eine führende Persönlichkeit des Islams in Nordamerika (siehe Islam in den USA & Kanada). Er hat zahlreiche Bücher über den Islam verfasst und die Islamic Information Foundation in Kanada gegründet. Badawi ist Mitglied des Executive Council des Fiqh-Rates von Nordamerika (Fiqh Council of North America), als deren Exekutivdirektor er 2014 den Offenen Brief an al-Baghdadi unterzeichnete.
Nach einem ersten akademischen Abschluss an der Ain-Schams-Universität in Kairo zog er in den 1960er Jahren in die USA und schloss sein Studium mit einem Doktorat in Betriebswirtschaftslehre an der Indiana University Bloomington ab. Seit 1970 wirkt er als Imam der muslimischen Gemeinde in Halifax. Als seine Inspirationsquelle nennt er Hasan al-Bannā und die Muslimbruderschaft. Von einer akademischen Position an der St. Mary’s University in Halifax trat er 2011 zurück.
Jamal Badawi ist der Webseite Globalmbwatch zufolge – einer Website, die unter anderem seine Rolle in den Führungsstrukturen der US-Muslimbruderschaft erörtert – führend an vielen der wichtigsten Organisationen der Vereinigten Staaten und der Globalen Muslimbruderschaft beteiligt, einschließlich der Islamic Society of North America (ISNA, Islamischen Gesellschaft von Nordamerika), des Council on American-Islamic Relations (CAIR-Canada; Rat für Amerikanisch-Islamische Beziehungen) und des Fiqh Council of North America (FCNA), der Muslim American Society (MAS) und des European Council for Fatwa and Research (ECFR; Europäischer Rat für Fatwa und Forschung). Er ist auch Mitglied der International Union of Muslim Scholars (Internationalen Union Muslimischer Gelehrter) von Yusuf al-Qaradawi (siehe auch unter dem ICCI in Dublin).
Bereits 2009 wurde Jamal Badawi in einer „Liste der 500 einflussreichsten Muslime“ des Royal Islamic Strategic Studies Centre aus Jordanien und des Prince Alwaleed bin Talal Center for Muslim-Christian Understanding in Washington, D.C. aufgeführt.

## Publikationen (Auswahl)
- Polygamy in Islamic Law. Muslim Students' Association of U.S. & Canada. Crescent Pub. Co (1972)
- The Status of Woman in Islam. The Muslim Students' Association (1983)
- Is Apostasy a Capital Crime in Islam? (Erörterung der Argumente Qaradawis zur Strafbarkeit der Apostasie)
- Die Gleichwertigkeit der Geschlechter im Islam. (Übersetzung: Safiya Balioglu). Cordoba-Verlag, 2001